# Treurende Vrouw (Rotterdam)

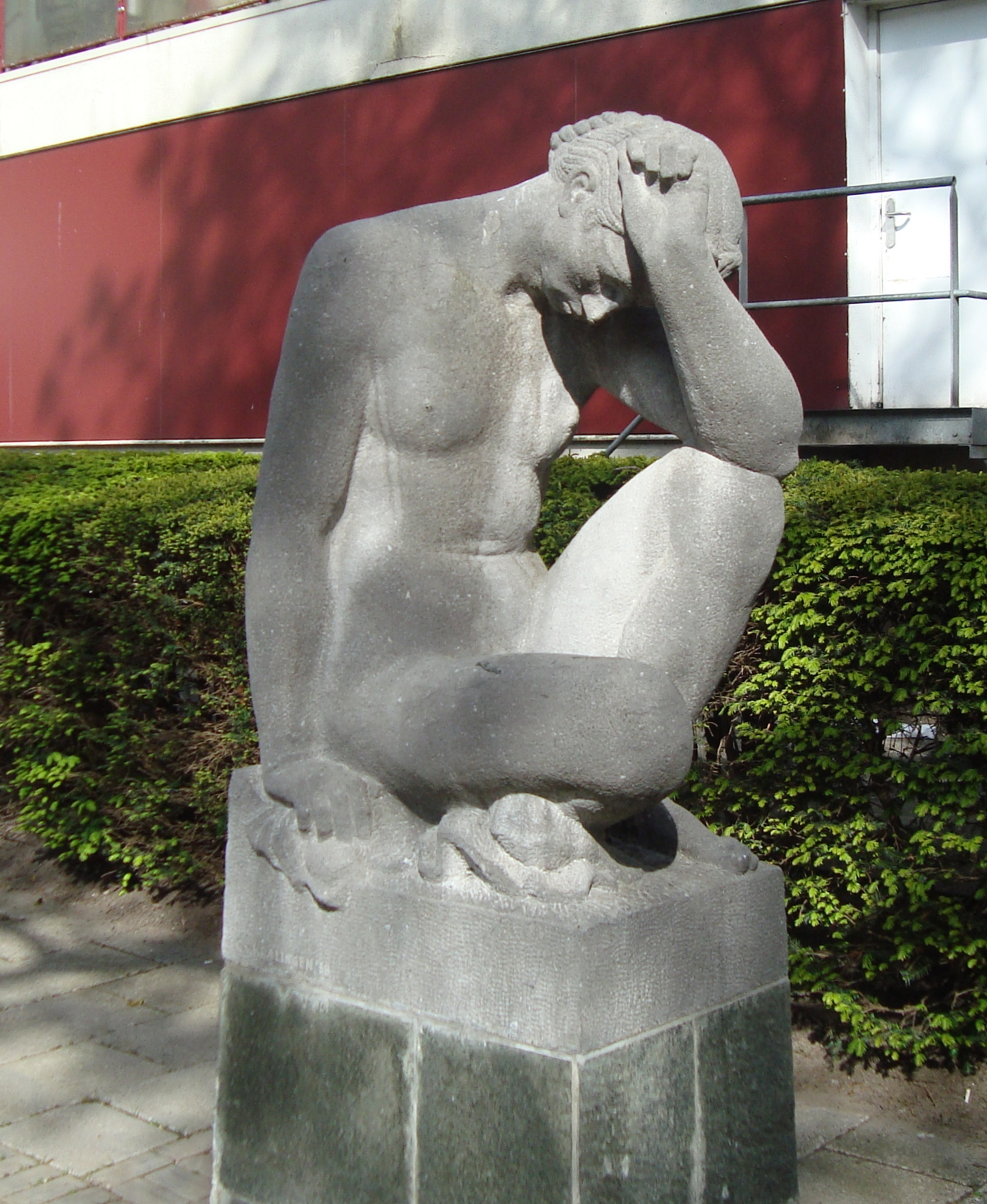
Treurende vrouw van Cor van Kralingen, Rotterdam

Treurende vrouw is een oorlogsmonument in Rotterdam. Het herdenkt de twintig Nederlandse verzetsmensen (onder wie Teunis Abbenbroek) die op 12 maart 1945 ter plekke aan Goereesestraat bij de Pleinweg in Rotterdam-Zuid door de Duitse bezetters werden gefusilleerd. Het kunstwerk van Cor van Kralingen verving een gedenkteken dichtbij, dat moest wijken voor nieuwbouw. Het werd op 3 mei 1958 door een moeder van een van de gefusilleerden onthuld. Het beeld op een sokkel toont uit een zittende treurende vrouw, haar hoofd ondersteunend met een hand.
Even verderop, aan de Pleinweg, is een tweede monument geplaatst ter herinnering aan de twintig gefusilleerden: Il Grande Miracolo ofwel 'De Vallende ruiter' van Marino Marini.